# SMAF
SMAF, viết tắt từ Synthetic music Mobile Application Format (định dạng âm nhạc tổng hợp ứng dụng cho di động), là định dạng dữ liệu âm nhạc được quy định bởi Yamaha cho các thiết bị điện tử cầm tay như điện thoại di động và PDA. Phần mở rộng của tập tin SMAF là .MMF.
Ứng dụng thường gặp nhất của SMAF là tạo nhạc chuông cho điện thoại di động; tuy nhiên, đặc tả đầy đủ của SMAF cũng hỗ trợ cả cho hình ảnh.
Các thiết bị tích hợp một trong số các chip âm thanh Yamaha MA-1, MA-2, MA-3, MA-5, và MA-7 có khả năng chơi các tập tin SMAF. Các chip này hiện nay đã có trong nhiều loại điện thoại di động. Các chip MA-1, MA-2, MA-3, MA-5 và MA-7 tương ứng với số nốt chúng có thể chơi đồng thời là 4, 16, 40, 64, và 128 nốt.
Ưu điểm của tập tin âm thanh SMAF là chúng có kích thước nhỏ hơn (khoảng 1/2-2/3) tập tin âm thanh SMF tương đương (MIDI chuẩn).